# 艾利丹尼森
艾利丹尼森公司（英语：Avery Dennison Corporation），是美国一家生产压力敏感材料（例如自粘标签）、服装商标、无线射频识别标签和特殊医疗产品的全球性制造商和分销商，是美国财富500强企业。

## 历史

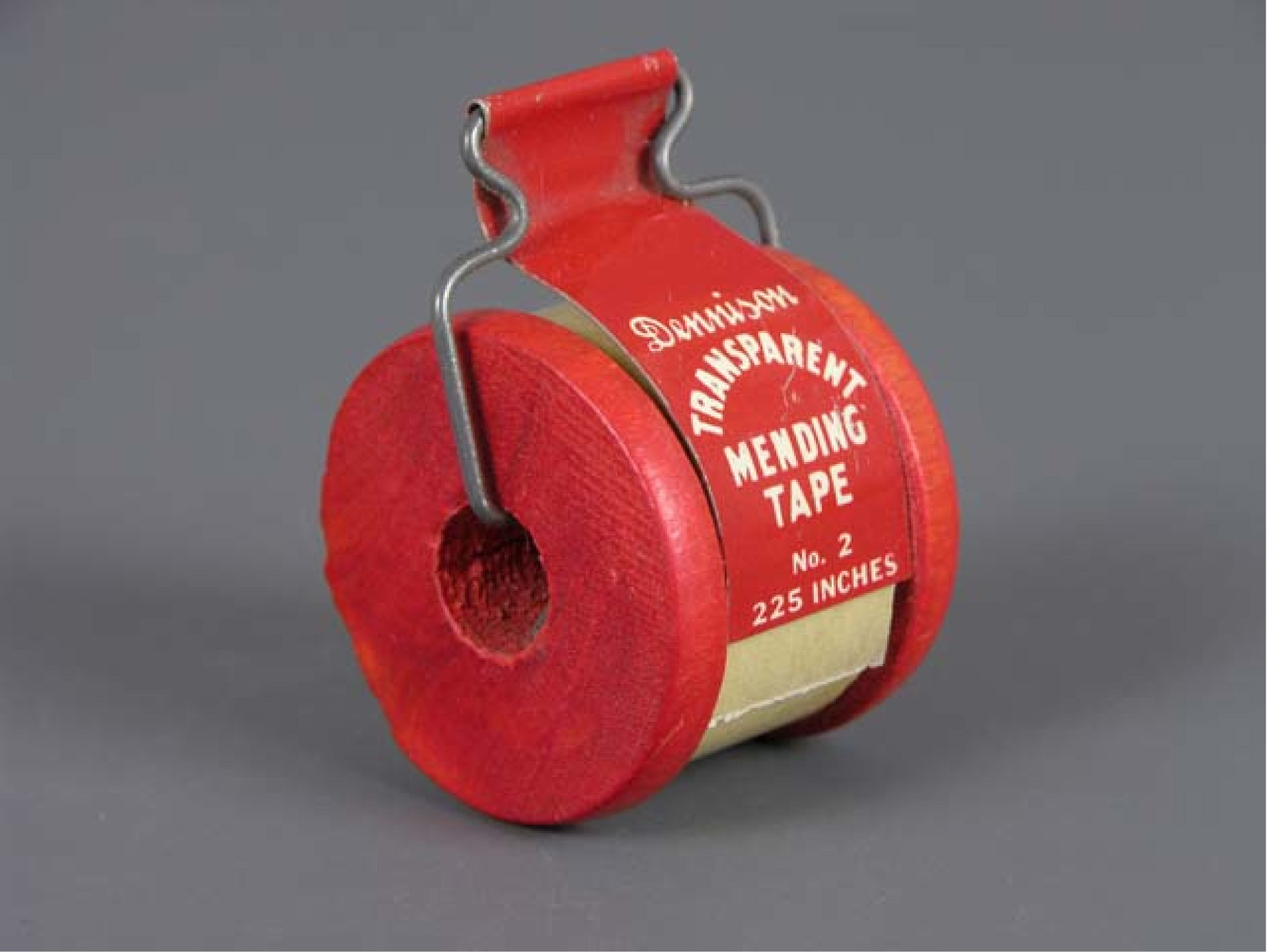
二十世纪下半叶艾利公司生产的包扎带

艾利丹尼森公司起源于1935年加利福尼亚州洛杉矶，起初的名字叫做昆克林製品（Kum Kleen Products）, 由雷·史坦顿·艾利夫妇合办。最初艾利先生靠着一百美元的贷款和一些旧零件开始了他的事业。在1937年公司更名为艾利粘结剂公司。在1946年，艾利胶水公司更名为艾利粘结剂标签公司。1958年又更名为艾利粘结剂股份有限公司，1964年更名为艾利产品公司 在1976年，公司再次更名为艾利国际公司，在1990年与丹尼森公司合并之后更名为艾利丹尼森公司。

### 丹尼森制造公司
丹尼森制造公司成立于1844年，由安德鲁·丹尼森和他的儿子亚伦·丹尼森创办。位于缅因州布伦瑞克，公司主要产品是珠宝盒和手表盒。五年后亚伦将公司转交给了他的弟弟埃里法列特·丹尼森，埃里法列特随后将公司发展成为了有相当规模的工业企业。在1898年，公司搬迁到马萨诸塞州的弗雷明汉。（亚伦·丹尼森在1850年与他人共同创立沃特汉姆手表公司，使用了可互换的零件成为了美国手表制造系统中的领军企业。）

### 办公用品和消费品
艾利丹尼森在1982年成立了独立的部门，负责成产办公用品，例如活页夹，文件标签和名牌。此部门使用艾利的品牌和标志进行产品的销售。与公司大型的材料部门不同，部门主要使用的是回收改造材料生产产品，并且目标不仅仅定在满足企业的需求，同时也涵盖了消费者。在过去的三十年中，办公用品部门逐渐壮大，为个人电脑开拓了一个家庭和工作中使用的可印刷媒介的市场。然而，电子邮件的兴起和传统邮件的没落，办公用品的整个市场开始收缩。在2013年7月1日，艾利丹尼森将办公用品部门和设计和工程解决方案部门一同卖给了加拿大CCL工业公司。CCL公司也购买了艾利办公用品的品牌。艾利丹尼森保持了它原有的名称，品牌和标志。

## 公司运营

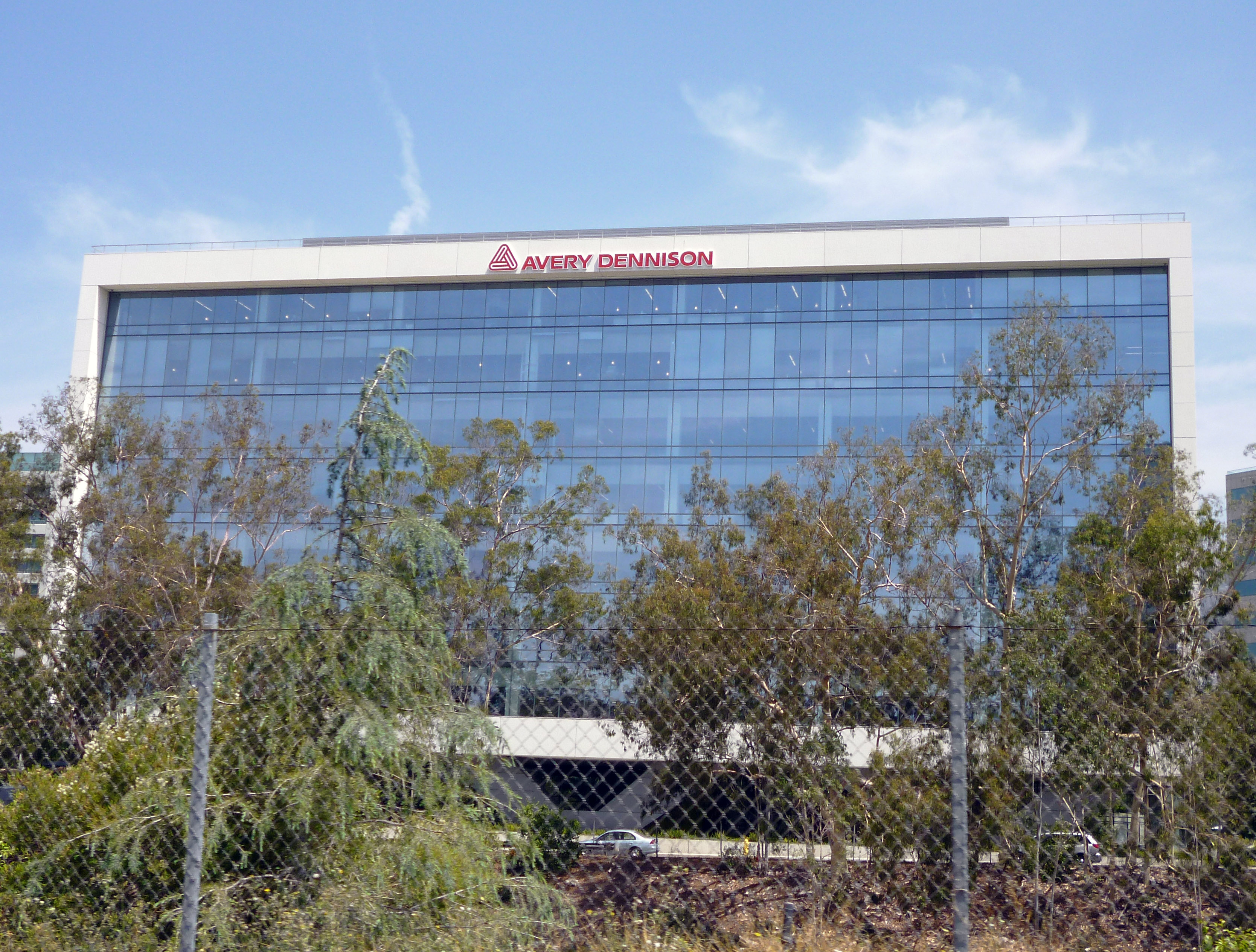
艾利丹尼森在格伦代尔的总部

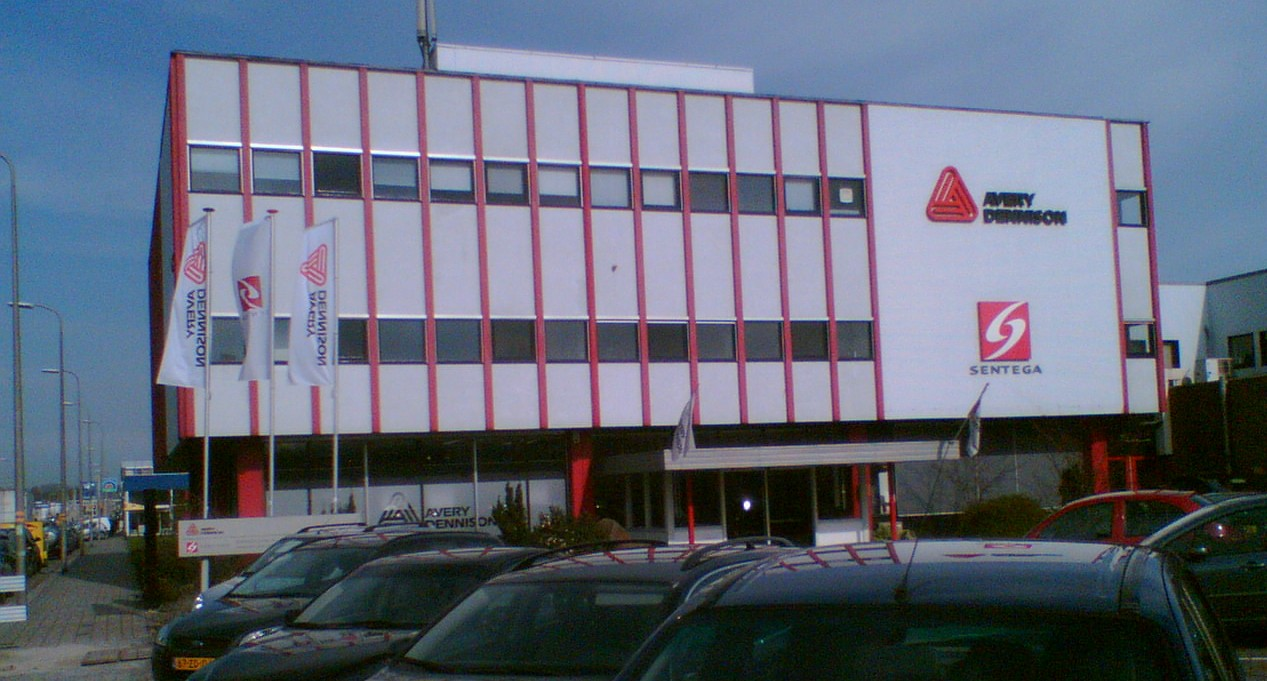
艾利丹尼森在荷兰乌得勒支的分部

公司的总部在美国加利福尼亚州的格伦代尔，在2013年在美国财富五百强榜单上排名第375名，销售额达68亿美元。连续性经营带来的销售额达60亿美元。公司的主要产品是供标签品牌用的自粘材料；通过连续性经营，公司的压力敏感材料的的销售额占了2012年总销售额的71%。公司业务分布在50多个国家，并且有约26,000位雇员。它的第一个海外分支于1955年成立在荷兰。
艾利丹尼森的主要业务给消费者提供了两种服务。印刷厂负责生产成大卷的标签材料，并且通过印刷和切割将它们制作成成品标签，并且将它们贴在消费品包装上，比如洗发水、饮料和药品上。由于消费者往往会从货架上琳琅满目的商品中进行选择，艾利丹尼森帮助品牌提升关注度和吸引力，力图使产品标签能够吸引消费者。

### 主要部门
- 材料部生产压力敏感材料标签、摄像设备用胶卷、高速公路反光标识、各种特种胶带，高性能陶瓷和挤塑薄膜。
- 零售品牌信息解决部（RBIS）负责设计制造和销售多种服装品牌和信息管理产品，包括票据，图案，条形码和RFID标签、挂牌和嵌入部件，纺织标签和印刷标签，外部装饰品，价格管理系统，各种紧固件和相关设备。零售品牌和信息解决方案部与各大品牌有更直接的联系，给服装企业提供成品标签。信息管理产品给服装客户和其他客户提供店内管理库存和长达数千里的供应链的解决方案。精确确认和补充库存的能力可以给客户提高购物体验，因为采用这种管理方式能够保证库存充足。
- Vancive医疗技术部提供可佩戴传感器、隔离膜、伤口包扎带和各种医疗保健用的胶带。客户大部分是医疗产品和设备的制造商。

### 艾利在中国
艾利丹尼森在中国已经运营了20周年，材料部和零售品牌及信息解决方案部（RBIS）两大核心业务目前在全国各地拥有近20家工厂，8000多名员工。艾利丹尼森于2007年在昆山设立尼尔亚太区研发中心。该研发中心也包含艾利丹尼森耐久产品应用材料的全球研究所。
艾利丹尼森于2014年10月16日与台湾永丰余集团签署了合作协议，为在中国启动标签底纸材料回收项目。项目在华东地区启动，目标在2015年回收一千吨格拉辛底纸，并在随后几年内逐步提高回收总量。

### 公司高层
米契尔·巴特勒于2014年11月1日被任命为总裁和首席运营官

## 涉及行业[11]
艾利丹尼森的产品涵盖多个行业，包括：

### 服装
- 品牌装饰
- 吊牌与标签
- 环保包装
- 库存的准确率与可视性
- 价格管理方案
- 全球合规
- 品牌保护与产品安全

### 消费性包装品
- 食品标签；
- 啤酒与饮料：雾面和磨砂玻璃等基材合成的“无标签”外观、巴氏杀菌耐用的透明薄膜、镀铝纸等；
- 葡萄酒与烈酒标签；
- 家居个人护理，包括尿布和女性生理用品标签。

### 广告促销
- 公共交通：广告压敏薄膜材料；
- 零售和销售点：促销的标识贴膜；
- 展会与活动；
- 车身贴膜。

### 汽车
- 总装粘合剂；
- 汽车垫圈与密封粘合剂；
- 车标粘合剂；
- 刹车片粘合剂；
- 缆包粘合剂；
- 车毯粘合剂；
- 泡沫与纤维粘合；
- 标签粘合剂；
- 车镜装配粘合剂；
- 安全标志粘合剂；
- 隔热粘合剂；
- 振动阻尼粘合剂；
- 防雨粘合剂。

### 耐用品
- 设备标签；
- 工业标签；
- 户外用品标签；
- 草坪与园艺标签；
- 体育娱乐应用标签；

### 房屋建筑
- 零售展示材料，包括用于墙壁，地板的高级建筑不干胶；
- 商业展示材料；
- 公共场所展示材料；
- 指示牌材料；
- 建筑物标志；
- 家居装饰材料。

### 电子设备
- 智能手机与移动设备防震粘合剂；
- 计算机与磁盘驱动器耐温粘合剂；
- 触控面板与LCD防震粘合剂。

### 政府部门
- 交通标示、工作区标记反光材料；
- 车辆验证反光膜材料；
- RFID资产跟踪方案。

### 医疗保健
- 制药标签，包括防揭换容器、无线射频识别(RFID)标签和发光标签等；
- 用于光学产品的不干胶；
- 伤口护理产品，包括特殊薄膜、泡沫和水胶体胶带；
- 电子医疗粘胶剂，供应给一次性ECG电极、接地板和电极标签生产商；
- 高性能安全粘胶剂产品，包括遇到水分和其他液体也可维持对皮肤黏合力的合成橡胶类粘胶剂；
- 造口术产品，包括特种薄膜、泡沫、水胶体和无纺布粘胶剂；
- 患者身份识别腕带用安全与跟踪产品；
- 固定产品，包括医用胶带、试管固定设备和透明敷料贴。

### 解决方案
艾利丹尼森同样给客户提供解决方案，包括：

#### 无线射频识别技术（RFID）
无线射频识别技术（RFID）给各个行业中的客户提供解决方案，旨在降低成本、提高效率、改善客户体验、验证资产类系提高销售量和利润率。其中包括以下领域：
- 服装：帮助零售服装品牌企业提高库存速度、准确性、可视性和利润率；
- 资产跟踪：减少需花费在寻找丢失物品或错误归类文件上的时间和金钱；
- 产品验证：帮助许多行业提升供应链效率和安全性；
- 近场通信(NFC)产品：利用少量数据流量在移动设备或存储卡与读取器之间提供直观、简单、安全的连接；
- 个体单位级跟踪：将集装箱跟踪与现有的GPS和卫星通信系统整合在一起，帮助物流企业完成货物安全进口；
- 打印机与扫描仪RFID标签；

#### 供应链及物流
- 库存准确性：利用RFID嵌体技术来快速智能地跟踪货物位置，提高库存管理的准确性和可视性，保证货物充足，采用点到点库存和物品跟踪方案来帮助增加企业利润并提高供应链效率；
- 价格管理；

#### 品牌形象
- 创意趋势与咨询；
- 吊牌与标签：帮助品牌提升关注度和吸引力；
- 全球合规：基于网络的数据管理，以及从工厂、分销中心到店铺的一体化方案，帮助客户实现产品的一致性；
- 品牌保护与产品安全。